# Fotbal v Česku
Podle statistiky České unie sportu je fotbal nejpopulárnějším sportem v Česku dle velikosti členské základny.
Čeští fotbalisté dosáhli v minulosti řady individuálních i kolektivních úspěchů. Josef Masopust (1962) a Pavel Nedvěd (2003) vyhráli anketu Zlatý míč, která každoročně hledá nejlepšího fotbalistu Evropy. Brankář Ivo Viktor skončil v této anketě roku 1976 třetí. Nejprestižnější evropskou pohárovou soutěž, Ligu mistrů, vyhráli Vladimír Šmicer, Milan Baroš (oba roku 2005 s Liverpoolem), Marek Jankulovski (2007 s AC Milan) a brankář Petr Čech (2012 s Chelsea). Nedvěd získal roku 1999 s Laziem Řím Pohár vítězů pohárů. Pohár UEFA (potažmo nástupnickou Evropskou ligu) vyhráli Jiří Němec, Radoslav Látal (oba 1997 se Schalke 04), Vladimír Šmicer, Patrik Berger (oba 2001 s Liverpoolem), Radek Šírl (2008 se Zenitem Petrohrad), Tomáš Hübschman (2009 se Šachťarem Doněck), Tomáš Ujfaluši (2010 s Atléticem Madrid) a Petr Čech (2013 s Chelsea). Oldřich Nejedlý byl nejlepším střelcem mistrovství světa 1934, Milan Baroš mistrovství Evropy 2004. Legendárním střelcem, jehož velkou část kariéry však pohltila druhá světová válka, byl Josef Bican. Nejvíce startů za reprezentaci Československa si připsal Zdeněk Nehoda, za reprezentaci ČR Petr Čech a Karel Poborský, nejlepším československým reprezentačním střelcem byl Antonín Puč, v dresu ČR Jan Koller. K dalším úspěšným fotbalistům patří František Plánička, Svatopluk Pluskal, Ladislav Novák, Antonín Panenka, Ladislav Vízek, Tomáš Skuhravý a Tomáš Rosický.
Fotbalová reprezentace Československa a posléze České republiky získala dvě stříbrné medaile na mistrovství světa, roku 1934 a roku 1962. Roku 1976 Československo vyhrálo Mistrovství Evropy. Stříbro na tomto turnaji národní tým vybojoval roku 1996, bronz pak v letech 1980 a 2004. Roku 1980 získal olympijský výběr zlaté medaile na letních olympijských hrách v Moskvě.
Před druhou světovou válkou patřily AC Sparta Praha a SK Slavia Praha k nejlepším klubům Evropy. Sparta dvakrát vyhrála Středoevropský pohár (1927, 1935), nejprestižnější klubovou soutěž té doby, Slavia jednou (1938). Po založení evropských pohárů, organizovaných od 50. let asociací UEFA, se v nich nejdál dostali Dukla Praha (semifinále PMEZ 1966/67, semifinále PVP 1985/86), Sparta (semifinále PMEZ 1991/92, semifinále PVP 1972/73), Baník Ostrava (semifinále PVP 1978/79), Bohemians Praha (semifinále UEFA 1982/83) a Slavia (semifinále UEFA 1995/96). Čtvrtfinále hrály SK Hradec Králové, Zbrojovka Brno, TJ Vítkovice, Sigma Olomouc a Slovan Liberec.